# Listă de clădiri din Iași
Aceasta este o listă de clădiri din Iași
- Cimitirul „Eternitatea” din Iași

- Esplanada Elisabeta din Iași

- Institutul de Anatomie Iași

- Teatrul Național „Vasile Alecsandri” din Iași

## Case
- Casa Burchi-Zmeu
- Casa Cantacuzino-Pașcanu din Iași
- Casa de la cinci drumuri
- Casa Dosoftei
- Vila „Sonet”

## Restaurante
- Restaurantul Bolta Rece [1]